# Sōmen
Il sōmen (素麺? o そうめん?) è una varietà di pasta molto sottile e di colore bianco, tipica della cucina giapponese, preparata con farina di frumento.
Questi spaghetti, avendo un diametro inferiore a 1,3 mm, hanno una cottura molto rapida e vengono generalmente serviti freddi con una leggera salsa di accompagnamento chiamata mentsuyu, a base di dashi, salsa di soia, mirin e zucchero.

## Storia

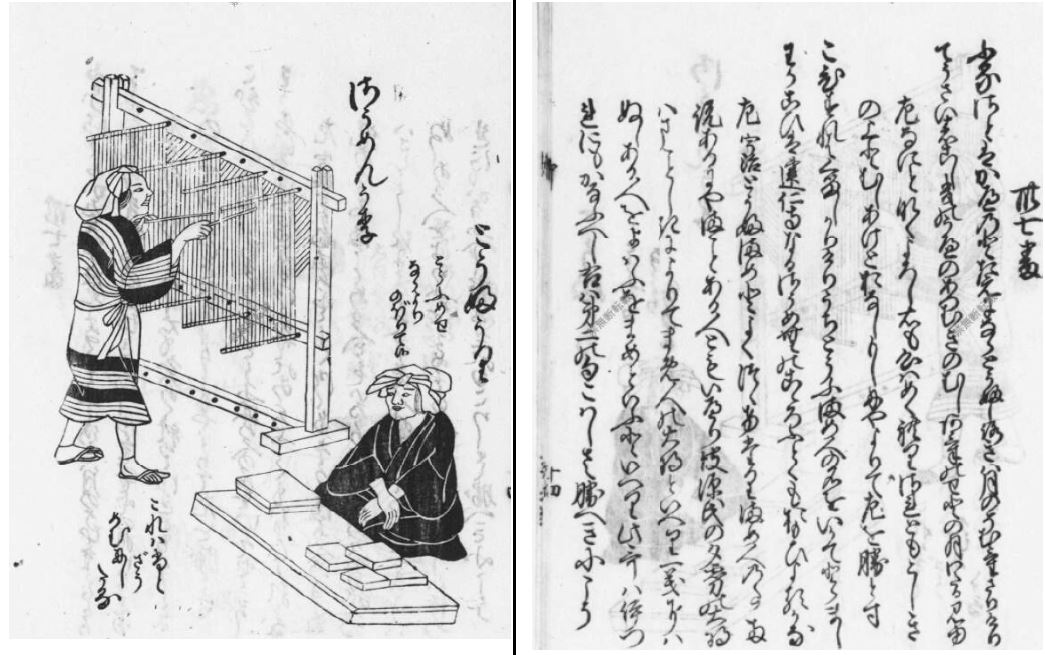
Un venditore di tofu (a destra) e un venditore di sōmen (a sinistra). Illustrazione di Tosa Mitsunobu, 1500.

Le prime tracce di ciò che sarebbe poi diventato il sōmen risalgono al periodo Nara, come testimoniato da alcune tavolette di legno ritrovate sul sito della residenza del principe Nagaya, bisnipote dell'imperatore Tenmu. Intorno a quel periodo, la Corte imperiale giapponese a Nara introdusse un dolce proveniente dalla Cina, chiamato sakubei (索餅); esso veniva preparato intrecciando due cilindri di impasto e friggendolo in olio, similmente all'attuale youtiao.
I dettagli sui materiali, le quantità e gli strumenti utilizzati per il sakubei sono riportati nell'Engishiki, un testo della metà del periodo Heian. Anche se si conosce la composizione dell'impasto (fatto con farina di grano, farina di riso e con l'aggiunta di sale, anche se alcune fonti sostengono che la farina di riso non venisse mescolata), la forma esatta rimane incerta. Tuttavia, si pensa che fosse molto più spesso degli attuali udon e che venisse mangiato spezzettato.
Tra i resoconti del Santuario di Yasaka durante il periodo Nanboku-chō, nel Diario delle attività di Gion per il 7 luglio del secondo anno dell'era Kōei (28 luglio 1343), sono presenti tre termini che indicano i vari tipi di pasta: "sakubei" (さくべい), "sakumen" (索麺), e "sōmen" (素麺). Si ritiene che questa sia la prima menzione letteraria del termine "sōmen".
D'altra parte, in Cina, il termine "suomian" apparve prima rispetto che in Giappone. Le caratteristiche della preparazione del suomian sono descritte nell'enciclopedia Collezione completa delle cose essenziali per la vita domestica, compilata tra la fine della dinastia Song e l'inizio della dinastia Yuan, dove si nota che la pasta viene allungata, spalmata con olio sulla superficie e poi appesa a un bastone per renderla ancora più sottile, in un processo simile a quello del moderno sōmen. Pertanto, vi è la teoria secondo cui il sōmen, apparso improvvisamente durante il periodo Nanboku-chō, non sia altro che gli spaghetti cinesi che furono introdotti in Giappone attraverso le visite dei monaci zen e il commercio.

## Produzione

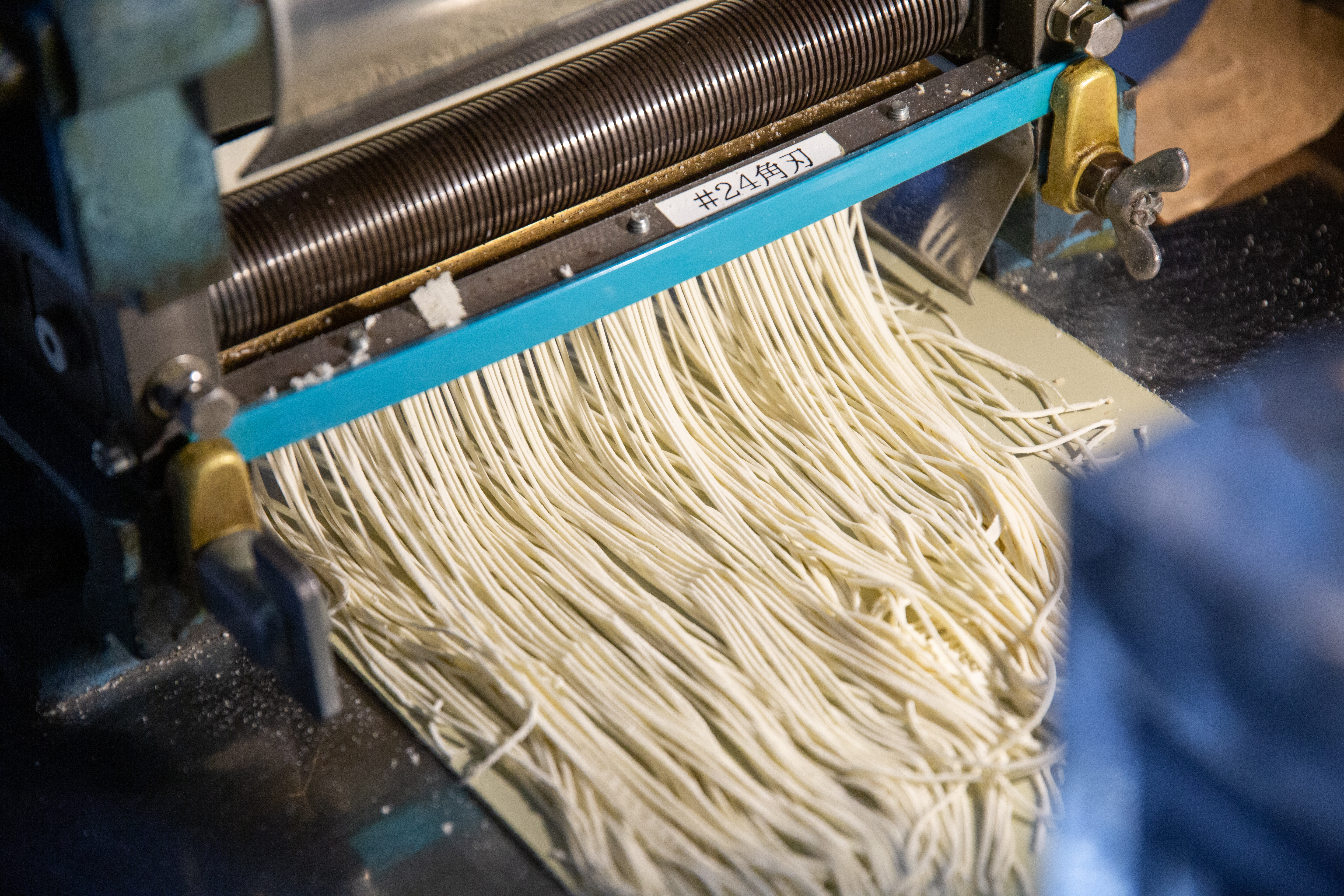
Sōmen prodotto a macchina

La preparazione del sōmen segue un processo artigianale meticoloso. Si comincia mescolando bene la farina di frumento con sale e acqua, fino a creare un impasto omogeneo, che verrà poi steso col mattarello e tagliato a forma di spirale. Segue la fase di sovrapposizione delle strisce di pasta, in cui vengono arrotolate e spalmate con olio vegetale, e poi stese e piegate fino a ottenere spaghetti sottili, che vengono appesi a bastoncini e lasciati a riposare. Infine, gli spaghettini vengono stesi e piegati ulteriormente, e fatti asciugare a lungo in un luogo ventilato per completare il processo di preparazione.
Recentemente, anche la produzione di sōmen è stata notevolmente meccanizzata; questo viene classificato in Giappone come "sōmen prodotto meccanicamente" (kikai sōmen).
Secondo il Japan Agricultural Standard (JAS), nella produzione a macchina, lo spessore del sōmen dovrebbe essere inferiore a 1,3 mm di diametro. Quelli con un diametro superiore a 1,3 mm ma inferiore a 1,7 mm sono classificati come hiyamugi, mentre quelli con un diametro superiore a 1,7 mm sono classificati come udon.
Gli spaghetti fatti a mano devono invece soddisfare ogni preparazione manualmente, inclusa la tiratura della pasta e il suo taglio. Quelli che soddisfano queste condizioni, in base allo spessore, sono classificati rispettivamente come "sōmen fatti a mano", "hiyamugi fatti a mano" e "udon fatti a mano".

## Preparazioni
Dopo aver portato l'acqua ad ebollizione e fatto bollire il sōmen, è comune raffreddarlo immergendolo in acqua ghiacciata o corrente, quindi effettuare una lavatura per eliminare l'untuosità. Poiché questi spaghetti sono sottili e possono assorbire facilmente altri sapori, è importante sciacquarli molto accuratamente. Quando sono pronti, possono essere usati per preparazioni sia fredde che calde.

### Freddo
L'hiyashi sōmen (o sōmen freddo) è uno dei piatti più rappresentativi della cucina estiva giapponese, e durante la stagione molte aziende di salsa di soia e produttori alimentari vendono una salsa già preparata chiamata mentsuyu appositamente per esso. La salsa è una miscela delicata di salsa di soia, dashi, mirin e zucchero. Rispetto alla salsa per la soba, quella per l'sōmen tende ad essere più dolce con l'aggiunta di zucchero e mirin in quantità maggiori. A volte si aggiunge una salsa di sesamo al mentsuyu. Come condimenti, vengono spesso utilizzati cipollotto, zenzero grattugiato o marinato, semi di sesamo tostati, alga nori, perilla, gamberetti, pomodori e cetrioli.

#### Nagashi sōmen
Alcuni ristoranti offrono il cosiddetto nagashi sōmen (sōmen in movimento) durante l'estate. Il sōmen viene posizionato in una lunga canalina di bambù che attraversa tutta la lunghezza del ristorante. La canalina trasporta acqua fredda e limpida. Mentre gli spaghettini scorrono lungo il canale, i clienti li afferrano con le bacchette e li intingono nella mentsuyu.

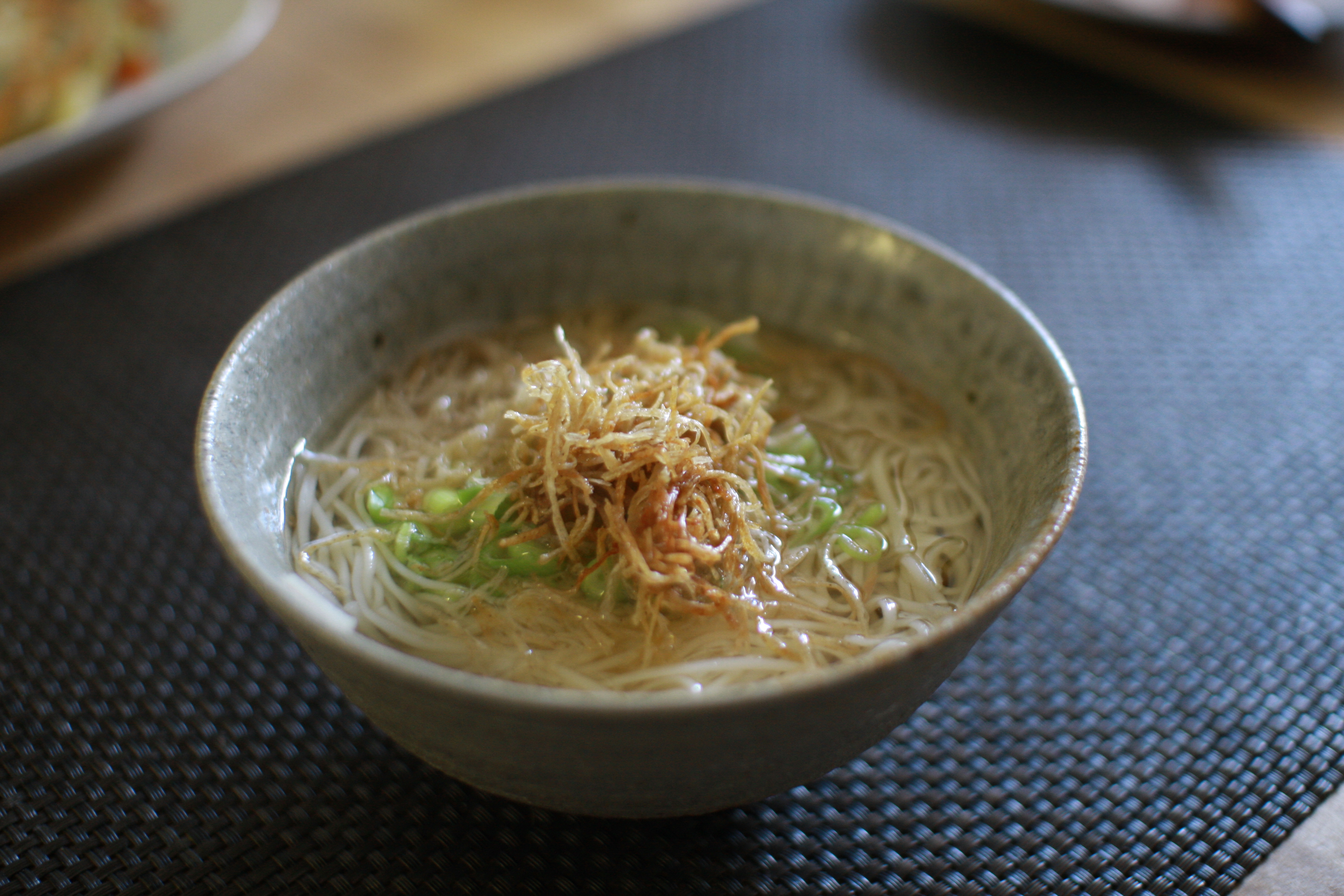
Nyūmen

### Caldo
Il nyūmen è un piatto giapponese a base di sōmen accompagnato da un brodo caldo di dashi e verdure, oppure cucinato direttamente al suo interno. Tra i condimenti che vengono talvolta utilizzati vi sono il yuzu koshō e il shichimi tōgarashi, che offrono una nota di piccantezza al piatto, o più comunemente un pizzico di pepe del Sichuan. Alcuni uniscono anche il curry al brodo, similmente a come viene fatto con l'udon.
Nel nyūmen classico il brodo è limpido. Tuttavia, il sōmen può anche essere aggiunto alla zuppa di miso (specialmente nella regione del Kansai), ricetta che prende il nome di sōmen iri miso shiru.

## Varianti regionali
Alcuni esempi di ricette regionali a base di sōmen sono:
- Yakisaba sōmen – ricetta di Nagahama, nella prefettura di Shiga; sōmen servito insieme a pezzi di sgombro arrostito.[11]
- Tai sōmen – ricetta della prefettura di Nagasaki; sōmen freddo servito con un'orata intera, talvolta insieme a una salsa di accompagnamento.[12]
- Sōmen chanpurū – ricetta della prefettura di Okinawa; sōmen saltato in padella insieme a cipollotto, erba cipollina, tonno in scatola e bacon.[13][14]
- Kiyan sōmen – ricetta di Haebaru, nella prefettura di Okinawa; sōmen bollito nel brodo di maiale e di dashi.[15]
- Hechima jiru – ricetta della prefettura di Kagoshima; sōmen servito in una zuppa di miso a base di luffa, a cui vengono aggiunti condimenti come il myōga.[16]
- Sumiso sōmen – ricetta della prefettura di Aichi; sōmen freddo servito con una salsa a base di miso, aceto di riso e zucchero.[17]

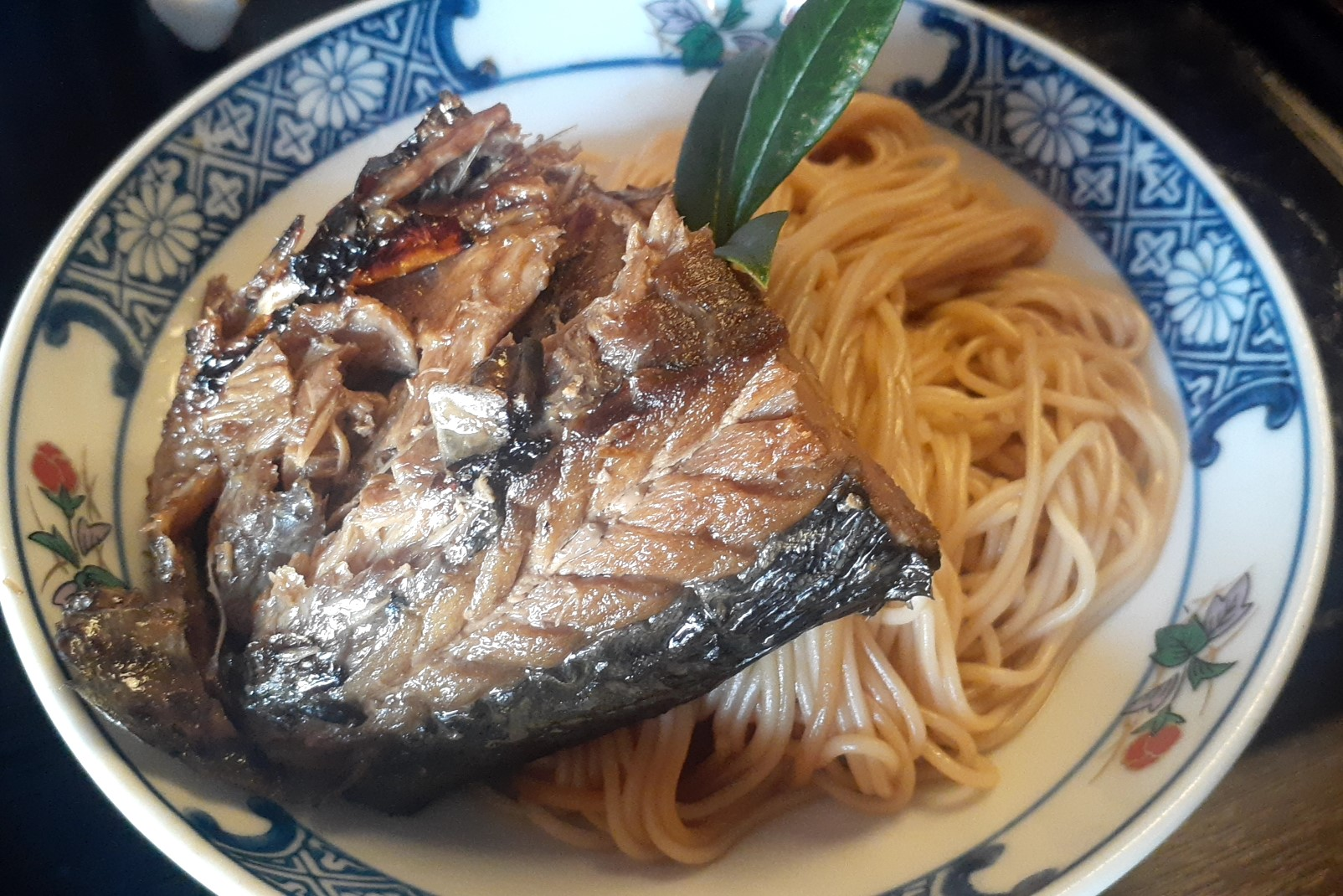
Yakisaba sōmen
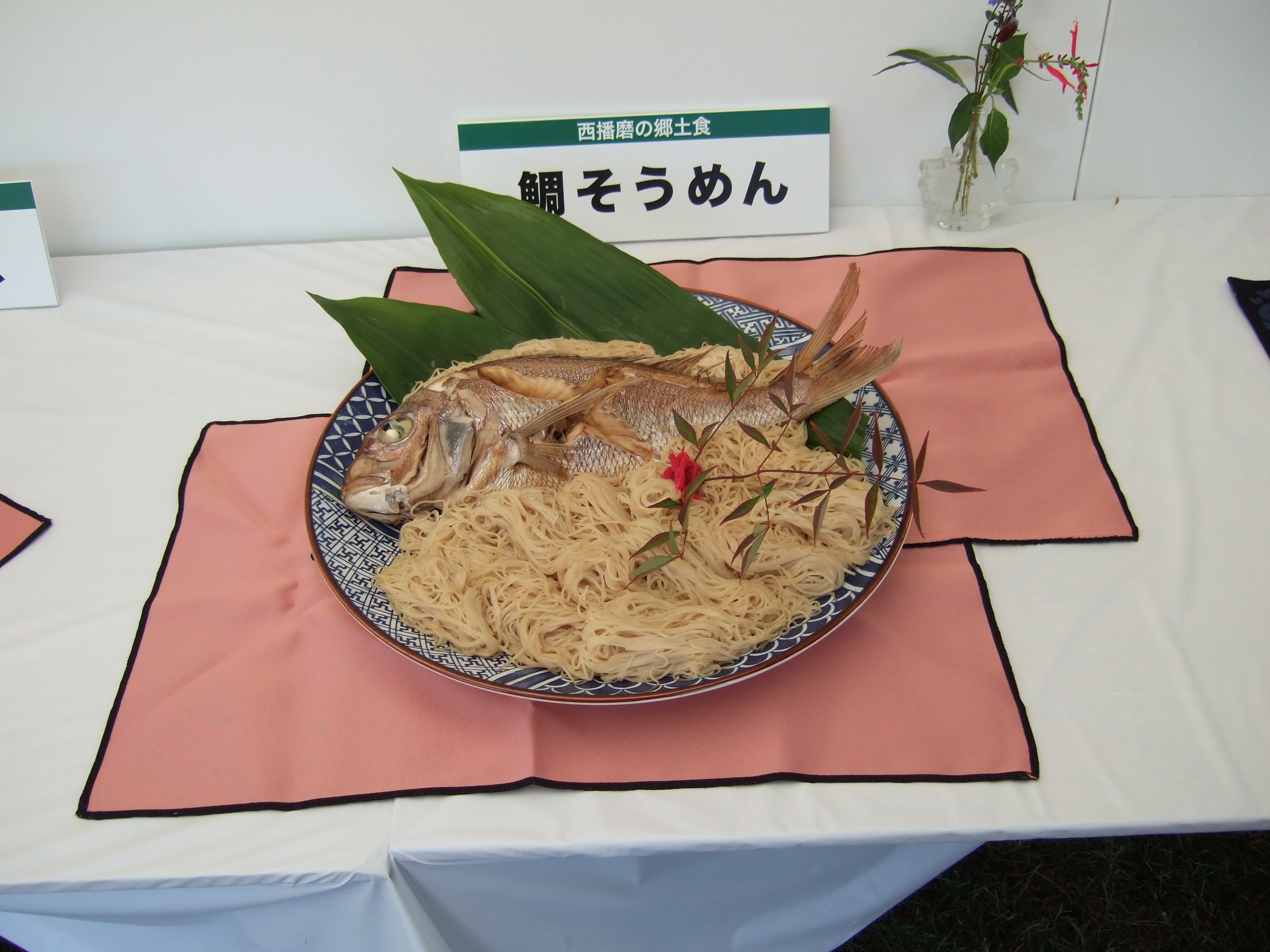
Tai sōmen
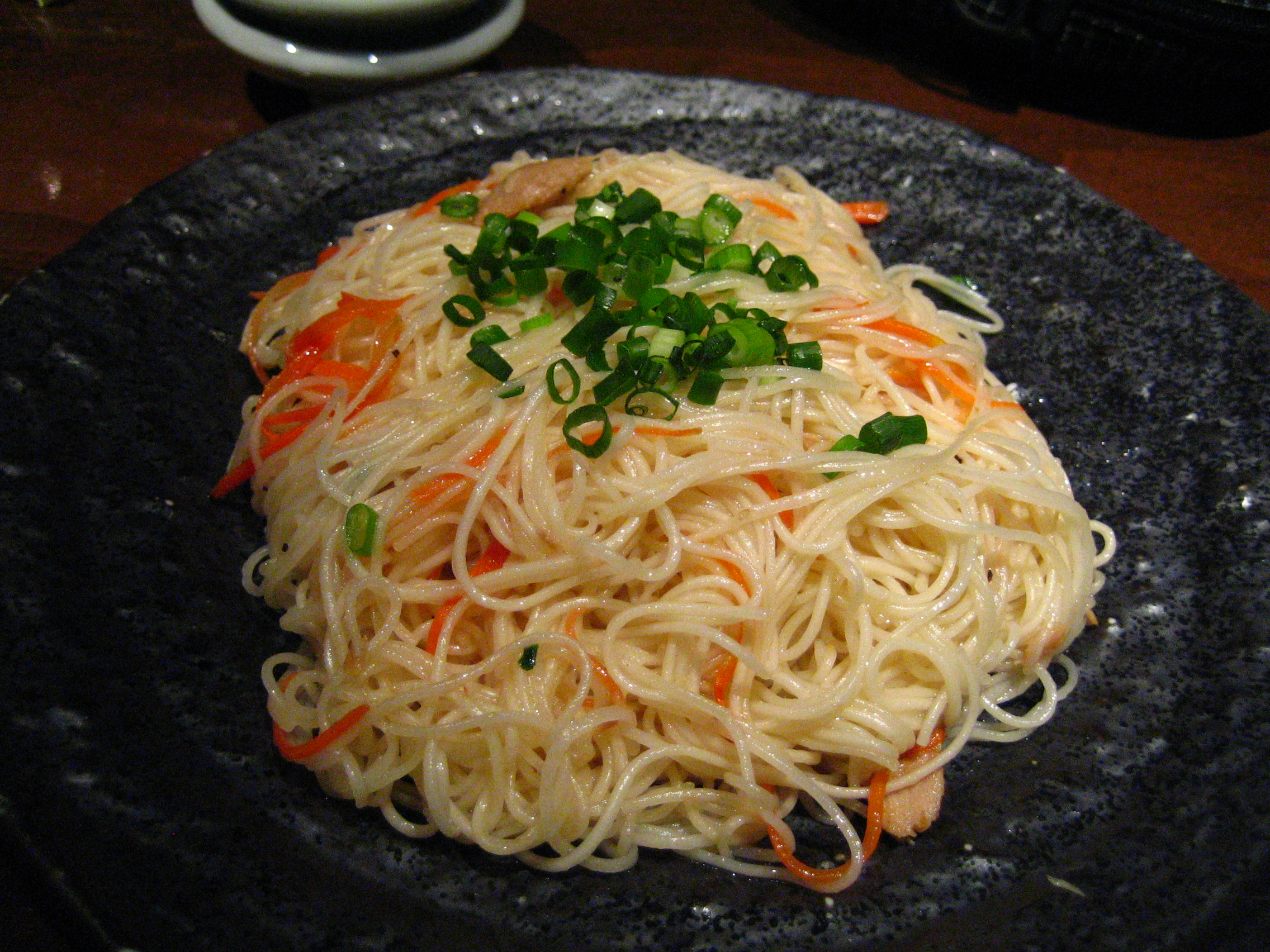
Sōmen chanpurū

## Fuori dal Giappone
Nella cucina coreana, il somyeon viene utilizzato in zuppe calde e fredde, come il janchi-guksu e il kong-guksu, così come in piatti senza brodo, come il bibim-guksu. È spesso servito con anju speziati come il golbaengi-muchim (insalata di lumache di mare).

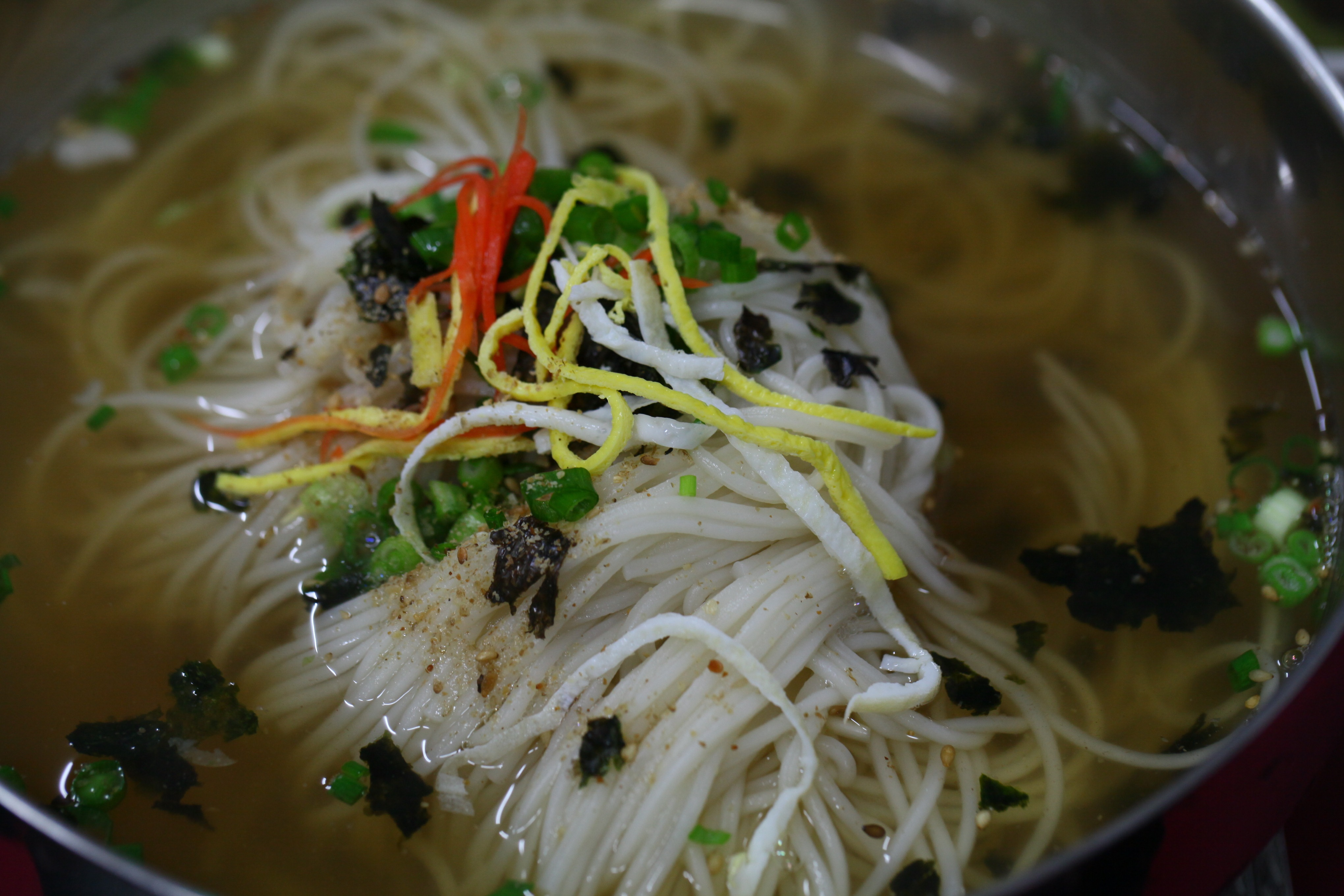
Janchi-guksu
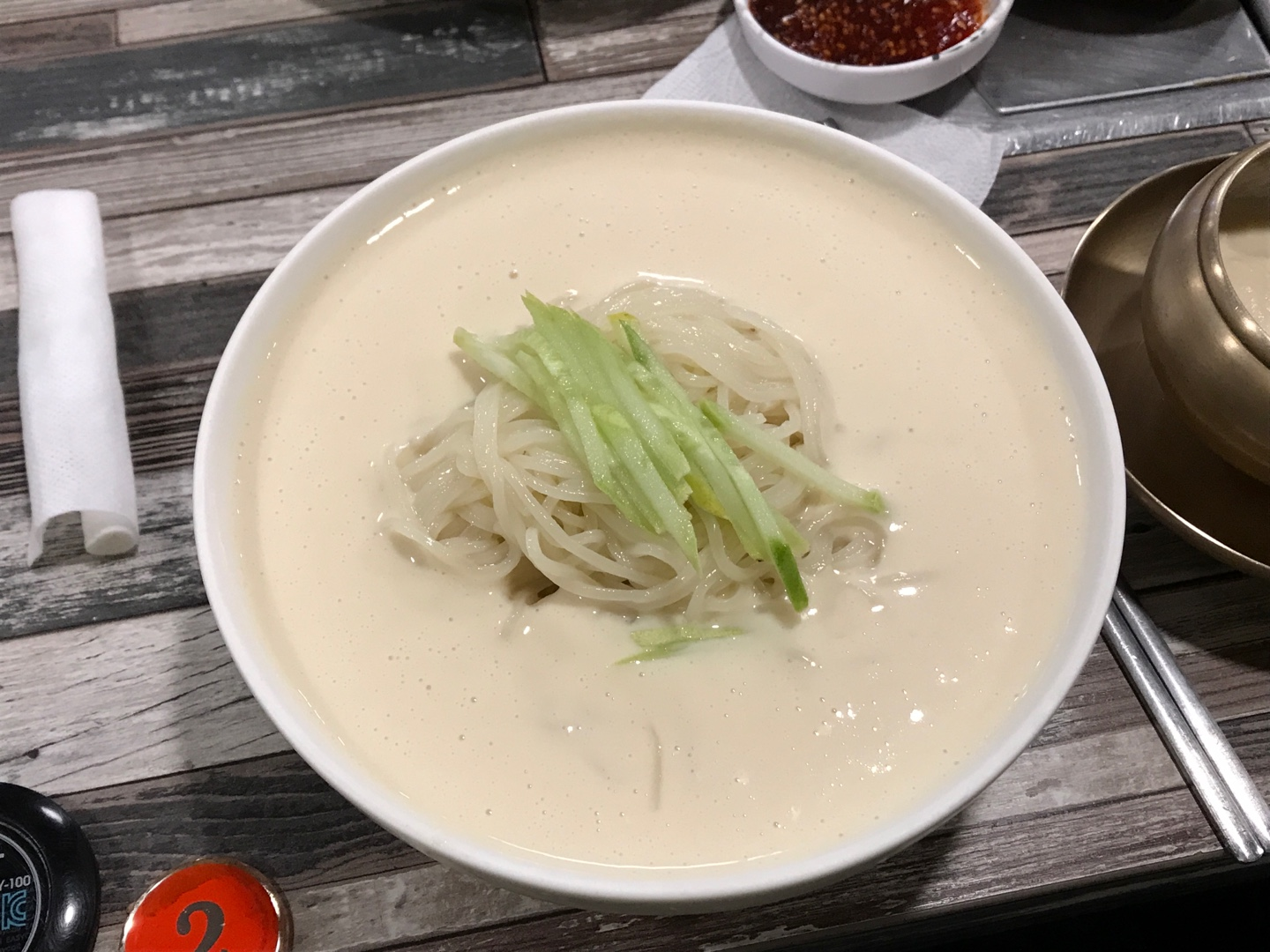
Kong-guksu
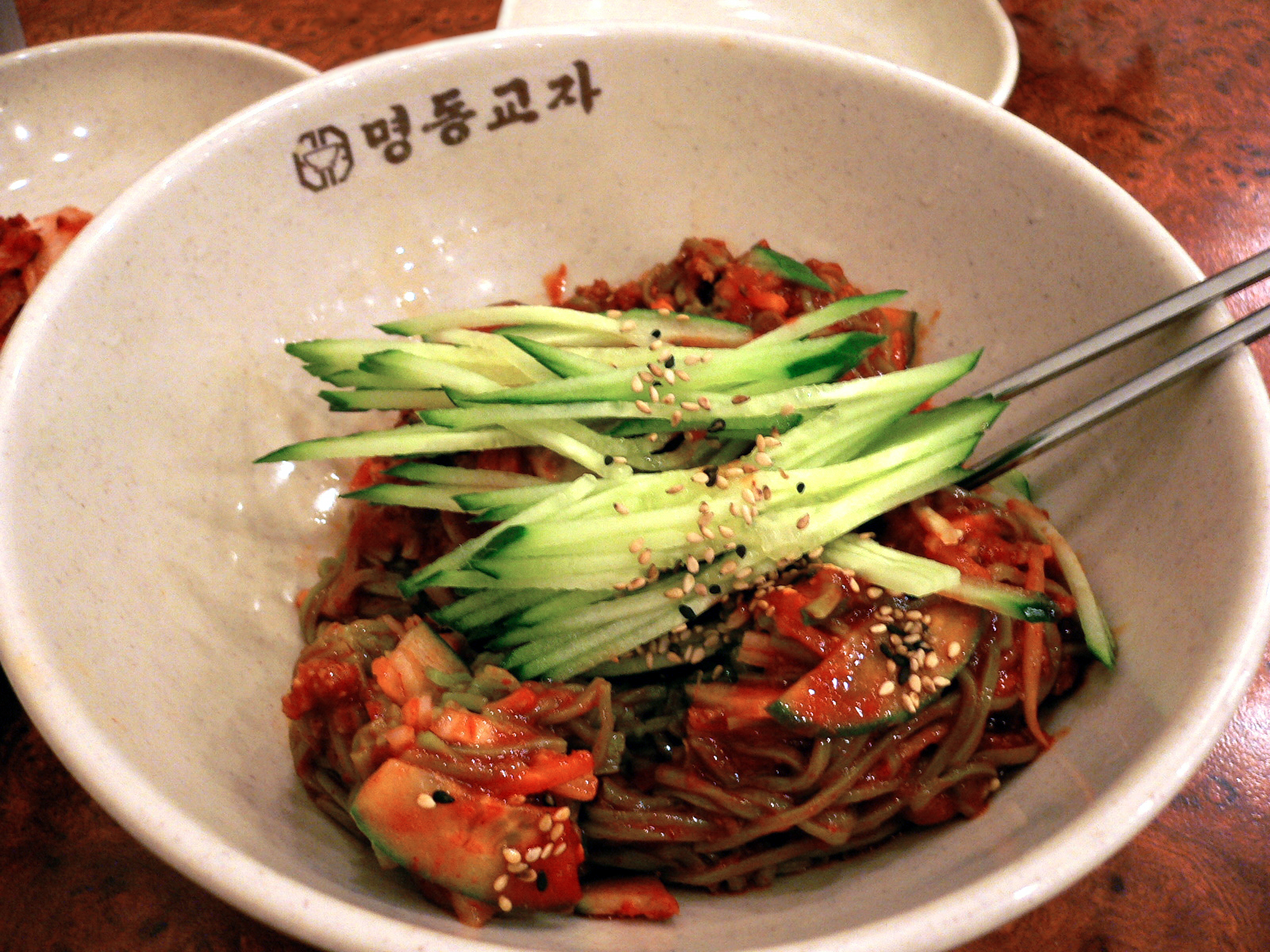
Bibim-guksu
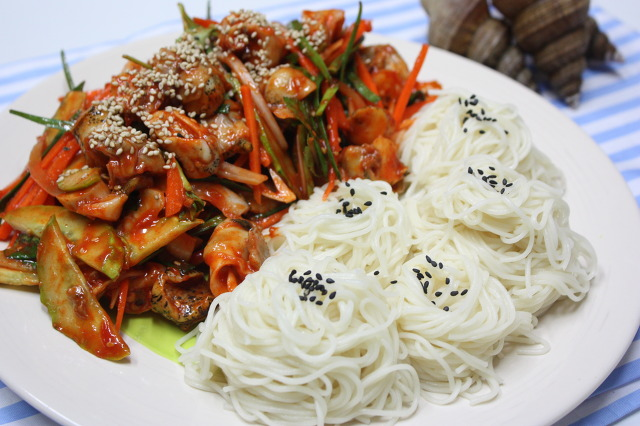
Golbaengi-muchim